# Yumi Matsutoya 1978-1989
『Yumi Matsutoya 1978-1989』（ユミ・マツトウヤ せんきゅうひゃくななじゅうはちからせんきゅうひゃくはちじゅうきゅう）は、松任谷由実（ユーミン）初のCD-BOX。1999年1月27日に東芝EMIからリリースされた。

## 解説
- 松任谷由実としてリリースされたオリジナルアルバムのうち、1978年から1989年にリリースした『紅雀』（5枚目）から『LOVE WARS』（21枚目）までの17枚のアルバムを入れたボックス。ジャケットはオリジナル・レコード盤をCDサイズで再現した紙ジャケット仕様（帯は未付属）、ただし『Delight Slight Light KISS』『LOVE WARS』の2枚については、オリジナル盤の3D仕様ジャケットを再現していない。
- 直後に発売された各アルバム同様のリマスタリングが行われている。
- ジャケット・アートワークは、本21枚分のアルバム初出荷盤のCDレーベル面のデザインが使用されている（このデザインは25枚目のアルバム『U-miz』まで使用された）。
- 現在では新品での入手は困難。

## 収録内容
1. 『紅雀』（1978年）
2. 『流線形'80』（1978年）
3. 『OLIVE』（1979年）
4. 『悲しいほどお天気』（1979年）
5. 『時のないホテル』（1980年）
6. 『SURF&SNOW』（1980年）
7. 『水の中のASIAへ』（1981年）
8. 『昨晩お会いしましょう』（1981年）
9. 『PEARL PIERCE』（1982年）
10. 『REINCARNATION』(1983年)
11. 『VOYAGER』（1983年）
12. 『NO SIDE』（1984年）
13. 『DA・DI・DA』（1985年）
14. 『ALARM à la mode』（1986年）
15. 『ダイアモンドダストが消えぬまに』（1987年）
16. 『Delight Slight Light KISS』（1988年）
17. 『LOVE WARS』（1989年）